# 岡谷健吾
岡谷 健吾（おかたに けんご、1982年10月6日 - ）は、広島県競艇選手。登録番号4173。身長170cm。血液型A型。90期。広島支部所属。同期に石野貴之、赤坂俊輔、宇野弥生らがいる。

## 来歴
- やまと競艇学校時代、リーグ戦勝率3.00の成績を残した。
- 2002年5月14日、徳山競艇場でデビュー（5着）。
- 2002年6月16日、大村競艇場での一般競走2日目2Rで初勝利（26走目）。
- 2005年9月25日、琵琶湖競艇場での「第30回八景賞」で初優出（6着）。
- 2011年12月10日、宮島競艇場での「G1第55回中国地区選手権」にG1初出場。14日、5日目1RでG1初勝利。
- 2017年9月14日、桐生競艇場での「東京スポーツ杯・ヘビー級王決定戦」で通算61回目の挑戦で初優勝。